# Nastagio degli Onesti, terzo episodio
Nastagio degli Onesti, terzo episodio è un dipinto a tempera su tavola (82x142 cm) di Sandro Botticelli, databile al 1483 e conservato nel Museo del Prado di Madrid.

## Storia
La tavola fa parte di una serie di quattro pannelli, forse commissionati da Lorenzo il Magnifico nel 1483 per farne dono a Giannozzo Pucci in occasione del suo matrimonio con Lucrezia Bini di quell'anno. Già conservati a palazzo Pucci, nella seconda metà dell'Ottocento vennero dispersi: tre oggi si trovano al Prado (dal 1941) ed uno solo, l'ultimo, è ritornato nella sua collocazione originaria dopo essere stato, tra l'altro, nella Collezione Watney di Charlbury presso Londra.

## Descrizione e stile

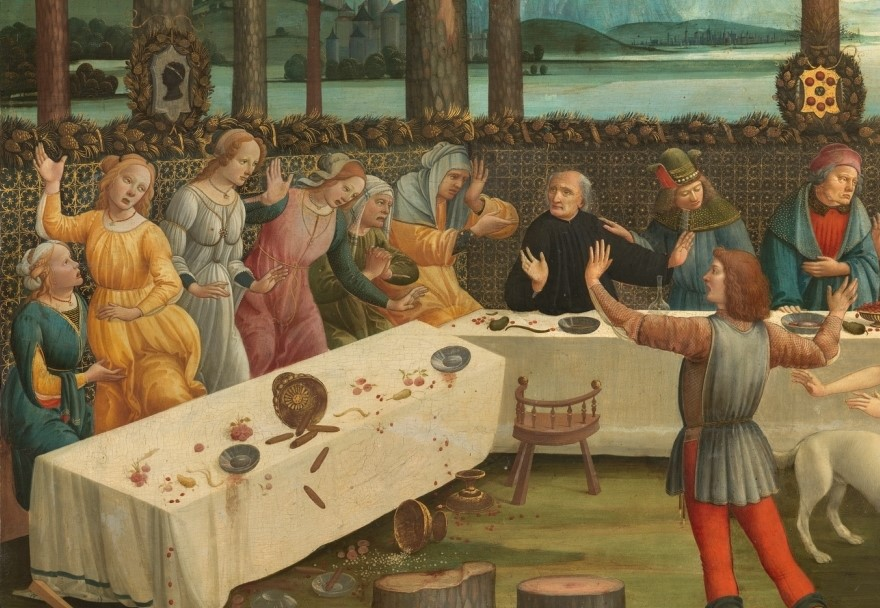
Dettaglio

La vicenda di Nastagio degli Onesti si trova nel Decameron di Giovanni Boccaccio (giornata quinta, novella ottava) e venne scelta per il contenuto a lieto fine di una vicenda d'amore, in cui una donna, figlia di Paolo Traversari, che rifiutava la corte di Nastagio, si ricrede assistendo alla punizione infernale di un'altra donna macchiata del suo stesso peccato di irriconoscenza verso l'amante.
Il terzo episodio in particolare è di nuovo ambientato nella pineta attorno a Ravenna, città dove ha sede la vicenda, dove Nastagio ha organizzato un banchetto per mostrare ai suoi parenti e ai Traversari, famiglia della donna che non corrisponde il suo amore, la punizione ciclica delle due anime dell'inferno. Nello stesso punto rappresentato nelle altre due tavole, con alcuni alberi tagliati per far spazio alla tavolata, ha sede il banchetto, sullo sfondo di un incannicciato adorno sul bordo superiore da un festone di frutta e foglie su cui si trovano, da sinistra, gli stemmi Pucci, Medici e Pucci-Bini. All'improvviso irrompe la fanciulla sbranata dai cani inseguita dal cavaliere con la spada e la corazza dorata, che gettano nel panico i commensali che tentano di fuggire. Le donne sulla sinistra in particolare scattano in piedi così improvvisamente da rovesciare il tavolo con tutte le vivande davanti a loro, nonostante Nastagio, girato di spalle in primo piano, stia cercando di rassicurare gli astanti. Un musico fa per tirare i tamburi addosso ai cani, mentre un altro ha abbandonato il proprio liuto sulla tavola.
In seguito il cavaliere, ovvero il fantasma dell'avo di Nastagio, Guido, spiegherà la sua triste vicenda, causata dal suo suicidio per amore e dal mancato pentimento della donna che non corrispose i suoi sentimenti, la quale ogni venerdì è uccisa col cuore dato in pasto ai cani, per poi riapparire e ripetere la disperata fuga. A quelle parole la donna amata da Nastagio si pente e, ammirando i suoi modi, decide di sposarlo, come è raffigurato a destra, dove presso alcune tende si vede la riconciliazione tra Nastagio e la donna.
Amorosa è la cura dei dettagli, con un particolare interesse storico nella rappresentazione del mobilio e delle stoviglie.
La scena ha una spiccata vena narrativa, con la rappresentazione di due scene contemporanee che richiese lo sdoppiamento del personaggio di Nastagio. Se la concezione delle quattro scene è dovuta al maestro, l'esecuzione venne in parte delegata agli assistenti di bottega, in particolare Bartolomeo di Giovanni (prime tre scene) e Jacopo del Sellaio (ultima scena).
L'armonica ambientazione delle tavole è tra gli effetti più gradevoli, con effetti di unità spaziale. I colori sono tersi e l'ambientazione naturale è misuratamente controllata. In questa scena gli alberi dagli alti fusti verticali creano una sorta di griglia con il paesaggio marittimo a svolgimento orizzontale sullo sfondo, con un notevole sfondamento in profondità. La drammaticità convive con l'eleganza formale delle slanciate figurine, con movenze aggraziate di persone e animali, in una magica sospensione tra favola e realtà.